# Rodrigo Santiago
Rodrigo Artur Santiago (Formiga, 27 de novembro de 1943 — São Paulo , 13 de outubro de 1999) foi um ator e professor brasileiro.

## Biografia
Rodrigo Santiago nasceu em Formiga, Minas Gerais, irmão mais novo do escritor Silviano Santiago. Sua família era proprietária da Dental Santiago, na rua São Paulo, em Belo Horizonte, na década de 1960.
Quando estreou na tevê em "Beto Rockfeller", na TV Tupi em 1968, ele já tinha uma carreira sólida no teatro, com participações em peças como "Roda Viva", ao lado de Marília Pêra.
No dia 18 de julho de 1968, quando o Brasil vivia sob o regime militar, a organização  de extrema-direita CCC invadiu o Teatro Ruth Escobar, em São Paulo, espancou artistas e depredou o cenário. A peça era Roda Viva, um musical de Chico Buarque, com Rodrigo Santiago em um dos principais papéis. Ele foi agredido e preso.
Depois do Carlucho na novela Beto Rockfeller, ele fez Super Plá, O Rebu, Vila do Arco, Gaivotas, Os Imigrantes  e as minisséries Lampião e Maria Bonita, Padre Cícero e Joana, ao lado de Regina Duarte.
Seus últimos trabalhos na TV foram em Tenda dos Milagres, na Globo; Corpo Santo, na TV Manchete, e Fera Radical; Araponga e O Amor Está no Ar, na TV Globo. 
Foi professor da Escola de Arte Dramática da Universidade de São Paulo, e seu último espetáculo teatral, como ator, foi Angels in America.
Morreu de insuficiência cardíaca, após uma cirurgia, no Hospital do Coração, em São Paulo. O último filme em que atuou foi Cronicamente Inviável, de Sérgio Bianchi, lançado postumamente.

## Carreira

### Cinema
| Ano  | Título                    | Personagem          | Notas              |
| ---- | ------------------------- | ------------------- | ------------------ |
| 2000 | Cronicamente Inviável     | Carioca             | Lançamento póstumo |
| 1995 | Eu Sei que Você Sabe      | Senhor nostálgico   | Curta-metragem     |
| 1994 | A Causa Secreta           | Cláudio / Fortunato |                    |
| 1988 | Romance                   | Antônio César       |                    |
| 1988 | Jorge, um Brasileiro      | Delegado            |                    |
| 1981 | Maldita Coincidência      | —                   |                    |
| 1979 | Diário da Província       | —                   |                    |
| 1978 | Doramundo                 | Carlos Moura        | [ 4 ]              |
| 1976 | Bandalheira Infernal      | Perseguido          |                    |
| 1973 | Missa do Galo             | Nogueira            | Curta-metragem     |
| 1971 | Nenê Bandalho             | Nenê Bandalho       |                    |
| 1970 | Em Cada Coração um Punhal | Rapaz da propaganda |                    |
| 1970 | Cleo e Daniel             | Marcos              |                    |

### Televisão
| Ano  | Título                   | Personagem        | Notas                                         |
| ---- | ------------------------ | ----------------- | --------------------------------------------- |
| 1997 | Você Decide              | Brutus            | Episódio: "Estrada do Amanhã"                 |
| 1997 | O Amor Está no Ar        | Seabra            |                                               |
| 1996 | Você Decide              | —                 | Episódio: "Começar de Novo"                   |
| 1996 | Você Decide              | —                 | Episódio: "Sonho Olímpico"                    |
| 1996 | Você Decide              | —                 | Episódio: "Pobre Menina Rica"                 |
| 1995 | Você Decide              | —                 | Episódio: "Intermezzo"                        |
| 1994 | Você Decide              | —                 | Episódio: "Sobras do Passado"                 |
| 1994 | Você Decide              | —                 | Episódio: "Pressão Total"                     |
| 1994 | Você Decide              | —                 | Episódio: "O Bêbado e a Biscate"              |
| 1994 | Castelo Rá-Tim-Bum       | Almirante Costa   |                                               |
| 1994 | Pátria Minha             | Marcos Sampaio    |                                               |
| 1993 | Retrato de Mulher        | Melo              | Episódio: "Era uma vez...Teresa"              |
| 1990 | Araponga                 | Germano           |                                               |
| 1988 | Fera Radical             | Jorge Mendes      |                                               |
| 1987 | Corpo Santo              | Lucas Rezende     |                                               |
| 1985 | Tenda dos Milagres       | Ruy Passarinho    |                                               |
| 1984 | Joana                    | Guilherme         |                                               |
| 1984 | Padre Cícero             | José Marrocos     |                                               |
| 1981 | Os Imigrantes            | Meneghetti        |                                               |
| 1981 | Sítio do Picapau Amarelo | Chopin            | Episódio: "O Fazedor de Milagres"             |
| 1979 | Gaivotas                 | Mensageiro        | [ 5 ]                                         |
| 1979 | Aplauso                  | Fernando          | Episódio: "Dona Felinta, a Rainha do Agreste" |
| 1975 | Vila do Arco             | Martim Brito      |                                               |
| 1974 | O Rebu                   | Kiko              |                                               |
| 1969 | Super Plá                | Plácido           |                                               |
| 1968 | Beto Rockfeller          | Carlos (Carlucho) |                                               |
| 1965 | Somos Todos Irmãos       | Norberto Villar   |                                               |